# Rytm zatokowy
Rytm zatokowy (łac. rythmus sinusalis, ang. sinus rhythm) – prawidłowy, fizjologiczny, nadawany przez węzeł zatokowy rytm serca.
Jest rozpoznawany na podstawie badania elektrokardiograficznego i do jego stwierdzenia konieczne jest stwierdzenie następujących cech zapisu EKG:
- załamki P są dodatnie w odprowadzeniach I, II i aVF elektrokardiogramu i ujemne w aVR
- dopuszczalna zmienność kształtu związana z oddychaniem
- częstość rytmu mieści się w granicach 60 - 100/minuta.